# Anton Aškerc
Anton Aškerc (9. leden 1856 – 10. červen 1912) byl slovinský básník, dramatik a římskokatolický kněz.

## Životopis
Narodil se v rolnické rodině, nedaleko městečka Rimske Toplice, které tehdy leželo na území Štýrského vévodství, později Rakousko-Uherska, dnes je součástí Slovinska. Přesné místo narození je neznámé, neboť se narodil na cestě.
Vystudoval střední školu v Celji a poté nastoupil do teologického semináře v Mariboru. Roku 1880 se stal knězem. Jako kněz vystřídal mnoho působišť: Podsreda (1881–83), Šmarju pri Jelšah (1883–89), Juršinci (1889–91), Vitanje (1891–92), Šmarjeta (1892), Mozirje (1892–94), Škale (1894–98). V roce svého vysvěcení také publikoval svou první báseň pod názvem Trije popotniki (Tři poutníci), a to v časopise Ljubljanski zvon, tehdy ještě pod pseudonymem Gorázd. Jeho první básně byly lyrické, ale po roce 1882 se obrátil k epice, zejména historické (Zlatoroh, Primož Trubar, Attila v Emoně), se silným vlasteneckým akcentem. Jeho verše bývají označovány za pozdně romantické, i když byl Aškerc ovlivněn i realismem.
První sbírku vydal roku 1890 pod názvem Balady a romance. Vyvolala obrovský ohlas, čtenářský i kritický, ovšem nelíbila se v církevních kruzích, kterým se jevila být příliš nacionalistická. Kvůli střetu s církví, zejména biskupem Antonem Mahničem, nakonec Aškerc odešel, ne zcela dobrovolně, do předčasného kněžského důchodu. Jeho příznivec, liberální starosta Lublaně Ivan Hribar, mu však zajistil místo městského archiváře, které zastával až do smrti, ačkoli se neustále obával, že o něj v případě vítězství konzervativců ve volbách přijde.
Velký podíl na jeho objevení ve světě měl švédský slavista Alfred Anton Jensen. Ohlas zaznamenal Aškerc i v českých zemích, když do češtiny výbor z jeho veršů přeložil Jaroslav Vrchlický. Nová nastupující generace slovinských autorů (Dragotin Kette, Josip Murn, Oton Župančič, Ivan Cankar) s ním ovšem vstoupila do vášnivých sporů. Až během velkého Aškercova pohřbu v Lublani, který se stal mohutnou národní manifestací, mu vzdala hold.